# Distrito de Thuin
El Distrito de Thuin (en francés: Arrondissement de Thuin; en neerlandés: Arrondissement Thuin) es uno de los siete distritos administrativos de la Provincia de Henao, Bélgica. 

## Lista de municipios
- Anderlues
- Beaumont
- Binche
- Chimay
- Erquelinnes
- Estinnes
- Froidchapelle
- Ham-sur-Heure-Nalinnes
- Lobbes
- Merbes-le-Château
- Momignies
- Morlanwelz
- Sivry-Rance
- Thuin

- Datos: Q94122